# Bellflower (Illinois)
Bellflower – wieś w Stanach Zjednoczonych, w stanie Illinois, w hrabstwie McLean.